# Ochyrocera ungoliant
Ochyrocera ungoliant — вид аранеоморфних павуків родини Ochyroceratidae. Описаний у 2018 році.

## Назва
Вид названо на честь Унґоліанти, велетенської павучихи у легендаріумі Дж. Р. Р. Толкіна, яка відіграє важливу роль в одній з частин «Сильмариліону».

## Поширення
Ендемік Бразилії. Виявлений у заповіднику Національний ліс Каражас у штаті Пара.

## Опис
Чоловічий голотип завдовжки 2,3 мм, а жіночий паратип — 2,0 мм. Відрізняється інтенсивним темно-зеленим малюнком та панциром з двома поздовжніми жовтувато-зеленими спинними смугами. Самців можна діагностувати за їхніми коротким цимбіальним апофізом з дуже вузьким кінчиком та емболом із пластинчастою ділянкою в дистальній третині; самиці — за геніталіями з дуже короткою медіальною колонноподібною зовнішньою маткою та сперматеками з широкою і борознистою верхівкою.